# Hu Zhao
Hu Zhao (1993 o 1994) és un actor, viatger i presentador sinovalencià. Atret per la Mediterrània de ben menut, va deixar la Xina per a emigrar cap a València quan tenia 20 anys. Va integrar diversos col·lectius culturals i musicals de caràcter tradicional i hi va aprendre llavors la llengua valenciana.
Va estrenar-se a l'univers televisiu com a protagonista principal en una sèrie de 8 capítols anomenada Loving Comunitat Valenciana el 2020 i, a partir del 2022, amb el programa Xino xano d'À Punt, en el qual visita diversos indrets del País Valencià. Arran de tot això ha esdevingut un dels presentadors més famosos i populars del canal valencià.